# Goniophila lichenea
Goniophila lichenea är en fjärilsart som beskrevs av Holland 1900. Goniophila lichenea ingår i släktet Goniophila och familjen nattflyn. Inga underarter finns listade i Catalogue of Life.